# Helotidae
Helotidae je čeleď brouků z nadčeledi Cucujoidea. Brouci mají širokou předohruď, krátké nohy a lesklé krovky s mnoha různými typy skvrnek. Nejstarší známý zástupce, Palaeohelota parva, pochází ze spodní křídy.
Vyskytují se zejména v tropech Starého světa – v Africe a v Jihovýchodní Asii, mimo to byli hlášeni i z Venezuely. Nejseverněji jejich areál rozšíření dosahuje na japonských ostrovech a v ruském Přímořském kraji. Lze je nalézt pod kůrou stromů, některé druhy (zejména rodu Neohelota) pak i v květinách.

## Seznam rodů
- Afrohelotina
- Helota
- Metahelotella
- Neohelota
- Scrophohelota